# Iris planifolia
Iris planifolia — вид растений рода Ирис семейства Ирисовые.

## Ботаническое описание
Многолетнее травянистое растение, высотой от 15 до 45 сантиметров. Геофит образует клубни, которые часто неточно называют «луковицами». Образует мясистые корни. Базальные стеблевые листья шириной от 10 до 30 миллиметров, неравномерно двусторонние и волнистые. Цветки обычно одиночные, редко по три. Лепестки от синего до фиолетового цвета, редко белые. Внутренние лепестки выступающие и вдвое длиннее внешних. Внешние лепестки длиной от 50 до 80 миллиметров и имеют папиллозную жёлтую линию посередине. Период цветения — с ноября по апрель.
Число хромосом 2n = 24.

## Распространение и экология
Встречается в южном Средиземноморье. На Крите он растёт во Фригане на высоте от 150 до 600 метров. Встречается на каменистых склонах холмов, которые обычно влажные зимой и сухие летом.
Единственный вид подрода Juno, который можно найти растущим в Европе.

## Таксономия
Специфический эпитет «planifolia» происходит от греческого слова, означающего «с плоскими листьями».
Впервые вид был научно описан ботаниками Теофилем Дюраном и Хансом Шинцем в 1894 году, но под названием Iris alata.
Фиори и Паолетти в «Flora Analytica d’Italia» отнесли этот вид к роду Ирис из первоначальной записи Миллера под названием Xiphium planifolium. В течение многих лет этот вид считался синонимом Iris alata. Дальнейшие исследования вновь вернули таксон в статус вида.
В настоящее время Iris planifolia является самостоятельным видом.